# St. Jürgen (Horst in Holstein)

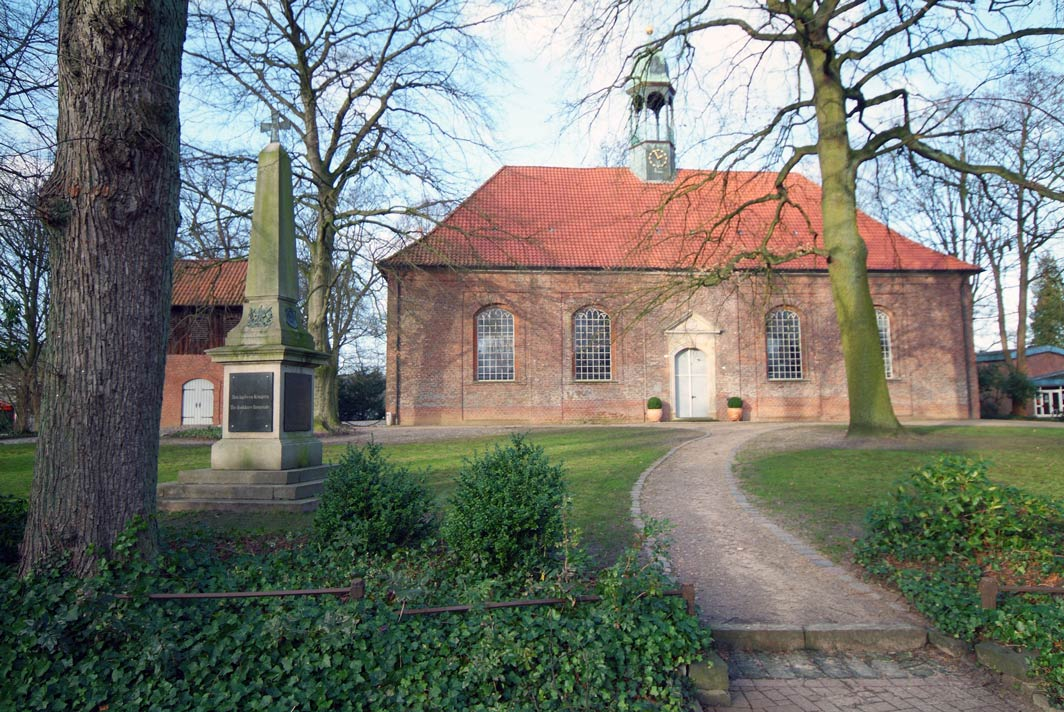
St. Jürgen (Horst in Holstein)

Die Kirche St. Jürgen ist ein geschütztes Kulturdenkmal mit der Objekt-ID 1457 im Denkmalschutzgesetz in Horst, einer Gemeinde im Kreis Steinburg in Schleswig-Holstein. Die Kirchengemeinde gehört zum Kirchenkreis Rantzau-Münsterdorf der Evangelisch-Lutherischen Kirche in Norddeutschland.

## Beschreibung
Die Saalkirche wurde 1768–71 nach einem Entwurf von Johann Gottfried Rosenberg errichtet. Sie besteht aus einem fünf Achsen umfassenden Langhaus, das mit einem Walmdach bedeckt ist, aus dessen Mitte sich ein sechseckiger Dachreiter erhebt, der die Turmuhr beherbergt. Über einem offenen Geschoss sitzt eine Glockenhaube. Auf der Mitte der Südseite befindet sich das verdachte Portal. 
Der Innenraum mit Emporen im Osten und Westen ist mit einer Flachdecke überspannt, die von Vouten gerahmt wird und die mit einer Deckenmalerei versehen ist. Die Kirchenausstattung wurde 1965 unter Verwendung alter Teile erneuert. Der Kanzelaltar von 1771 wurde neu aufgebaut. Westlich steht ein Glockenstuhl, in dem sich drei Kirchenglocken befinden.